# Andreas Jäger
Andreas Jäger (1660 - 1730) fou un filòleg i religiós suec, precursor de la indoeuropeística.

## Biografia
Tenim poques informacions sobre la vida de Jäger, fins al punt que solament podem aproximar les dates en què va néixer i morir. Probablement va estudiar a la Universitat d'Uppsala, més enllà de la qual les seves idees no varen transcendir, de manera que va tenir poc succés a la comunitat científica del seu temps, fet pel qual va tornar a Uppsala i es va fer pastor.

## Obra
A Jäger és atribuït el diàleg De lingua vetustissima Europae Scytho-Celtica et Gothica (generalment abreujat en De lingua vetustissima Europae), publicat a Wittenberg el 1686 i que conté la primera formulació de l'existència d'una comunitat predecessora de gran part de les llengües històriques de l'Europa i de l'Àsia centro-occidental. Per Jäger, el grec, el llatí, les llengües germàniques, les llengües cèltiques, les llengües eslaves i persa eren el resultat de l'evolució d'una antiga llengua extingida, parlada entorn del Caucas i batejada com a "escito-cèltic". Segons Jäger, d'entre les diverses llengües que considerava genèticament emparentades, els trets més arcaïtzants i, en conseqüència, més pròxims a l'antiga llengua comuna, pertanyien al persa, el qual anomenava "llengua escita".
La majoritat dels lingüistes accepta l'atribució a Jäger del De llengua vetustissima Europae, gràcies a les aportacions de George J. Metcalf; amb tot, també s'ha hipotetitzat que el vertader autor del diàleg no fos no aquell qui responia les qüestions (és a dir, Jäger, aleshores un jove estudiant), ans aquell qui les exposava: un professor, el qual s'ha proposat d'identificar amb Georg Caspar Kirchmaier.